# 但馬日高郵便局
但馬日高郵便局（たじまひだかゆうびんきょく）は兵庫県豊岡市にある郵便局。民営化前の分類では集配特定郵便局であった。

## 沿革
- 1872年12月1日（明治5年11月1日） - 江原郵便取扱所として開設。
- 1875年（明治8年）1月1日 - 江原郵便局となる。
- 1987年（昭和62年）3月30日 - 但馬日高郵便局に改称。特定郵便局から普通郵便局に局種別改定。同日、栗山郵便局・神鍋郵便局から集配業務の全部と、府中郵便局[1]から集配業務の一部[2]を移管。
- 1999年（平成11年）7月1日 - 普通郵便局から特定郵便局に局種別改定。
- 2007年（平成19年）10月1日 - 民営化に伴い、併設された郵便事業八鹿支店但馬日高集配センターに一部業務を移管。
- 2012年（平成24年）10月1日 - 日本郵便株式会社発足に伴い、郵便事業八鹿支店但馬日高集配センターを但馬日高郵便局に統合。

## 取扱内容
- 郵便、印紙、ゆうパック、内容証明
- 貯金、為替、振替、振込、国際送金、国債、投資信託
- 生命保険、バイク自賠責保険
- ゆうちょ銀行ATM[3]
- 「669-53xx」区域（豊岡市（旧日高町域））の集配業務

## 周辺
- 豊岡市役所日高振興局（旧・日高町役場）[3]
- 豊岡市立図書館日高分館、祢布ヶ森遺跡公園
- 兵庫県立日高高等学校
- 公立豊岡病院組合立豊岡病院日高医療センター
- 但馬国分寺跡
- 但馬国府・国分寺館
- フジテックビッグステップ
- 国道312号
- 国道482号
- 円山川

## アクセス
- JR山陰本線 江原駅から徒歩約7分
- 全但バス 宵田停留所、江原本町停留所下車
- 北近畿豊岡自動車道 日高神鍋高原ICから東へ約1.7km
- 駐車場あり：15台